# 鲸鱼座79b

鲸鱼座79b（也被称为HD 16141b）是一颗位于鲸鱼座的系外行星，其围绕鲸鱼座79公转的轨道周期为75地球日。它和HD 46375b都于2000年3月29日被发现，是第一批被发现的质量下限小于土星的系外行星。